# Fernando García Ramos
Pour les articles homonymes, voir García et Ramos.
Fernando García Ramos est un poète et sculpteur espagnol, né le 30 novembre 1931 à Santa Cruz de Tenerife et mort le 9 janvier 2024.

## Biographie
Fernando García-Ramos y Fernández del Castillo est né à Santa Cruz de Tenerife le 30 novembre 1931. Depuis son enfance, il vit à La Laguna, ville où il a passé la majeure partie de sa vie universitaire. Il est marié à la peintre Arminda del Castillo. Frère du journaliste Alfonso García-Ramos, il a également étudié au Colegio de los Hermanos de las Escuelas Cristianas (La Salle) et au lycée à l'académie Tomás de Iriarte et à l'institut Cabrera Pinto. Docteur en beaux-arts de l'Université de La Laguna, il a été professeur de dessin d'architecture et directeur de l'école universitaire d'architecture technique de la même université. Il a également été directeur du département d'expression graphique en architecture et en ingénierie de l'université de La Laguna.
Il est l'auteur de plus de 21 recueils de poèmes et d'une anthologie de poésie qui ont pour thème le patrimoine immatériel des îles Canaries.
Artiste et travailleur infatigable, la plupart de ses œuvres plastiques sont dispersées dans des espaces publics des îles Canaries. Il possède également des œuvres dans la collection permanente du musée municipal des beaux-arts de Santa Cruz de Tenerife et des sculptures dans les universités de La Laguna et de Las Palmas de Gran Canaria. Ses œuvres se trouvent également au Florida Museum of Hispanic and Latin American Art de Miami, à la Casa-Museo José Martí de La Havane, à l'Accademia Araldíca Universale La Crisalide de Catane, en Sicile. Ses sculptures se trouvent également dans des collections privées à Madrid, Barcelone, Séville, Paris, Berlin, au Japon, en Macédoine et à Lima.
En 2004, il termine le livret de l'opéra La Dama del mar, dont la musique est créée par Arístides Pérez Fariña. Ensuite, il se consacre exclusivement à la poésie et à la sculpture.

## Sculptures

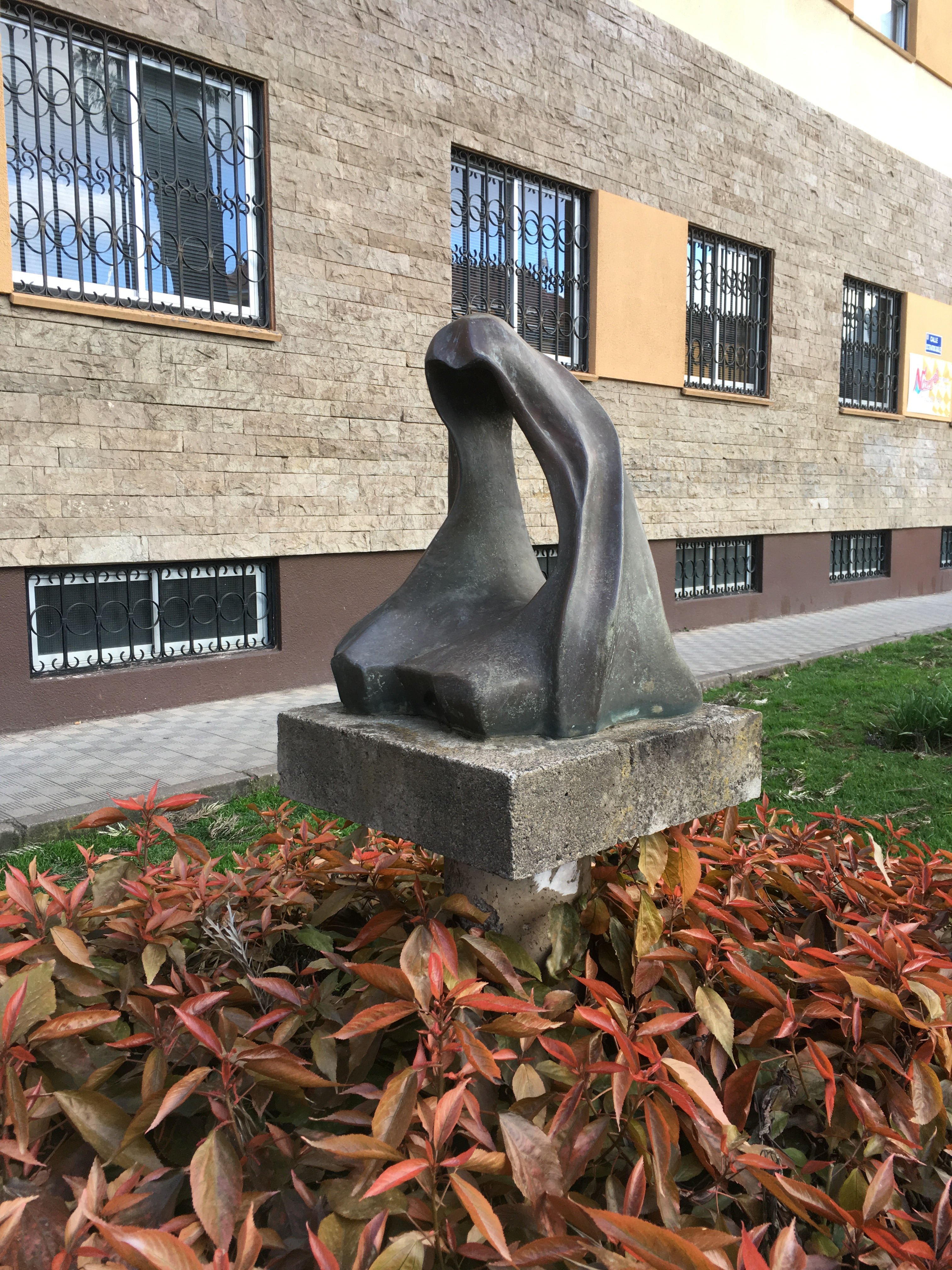
La Dama de Aguere (La Laguna).

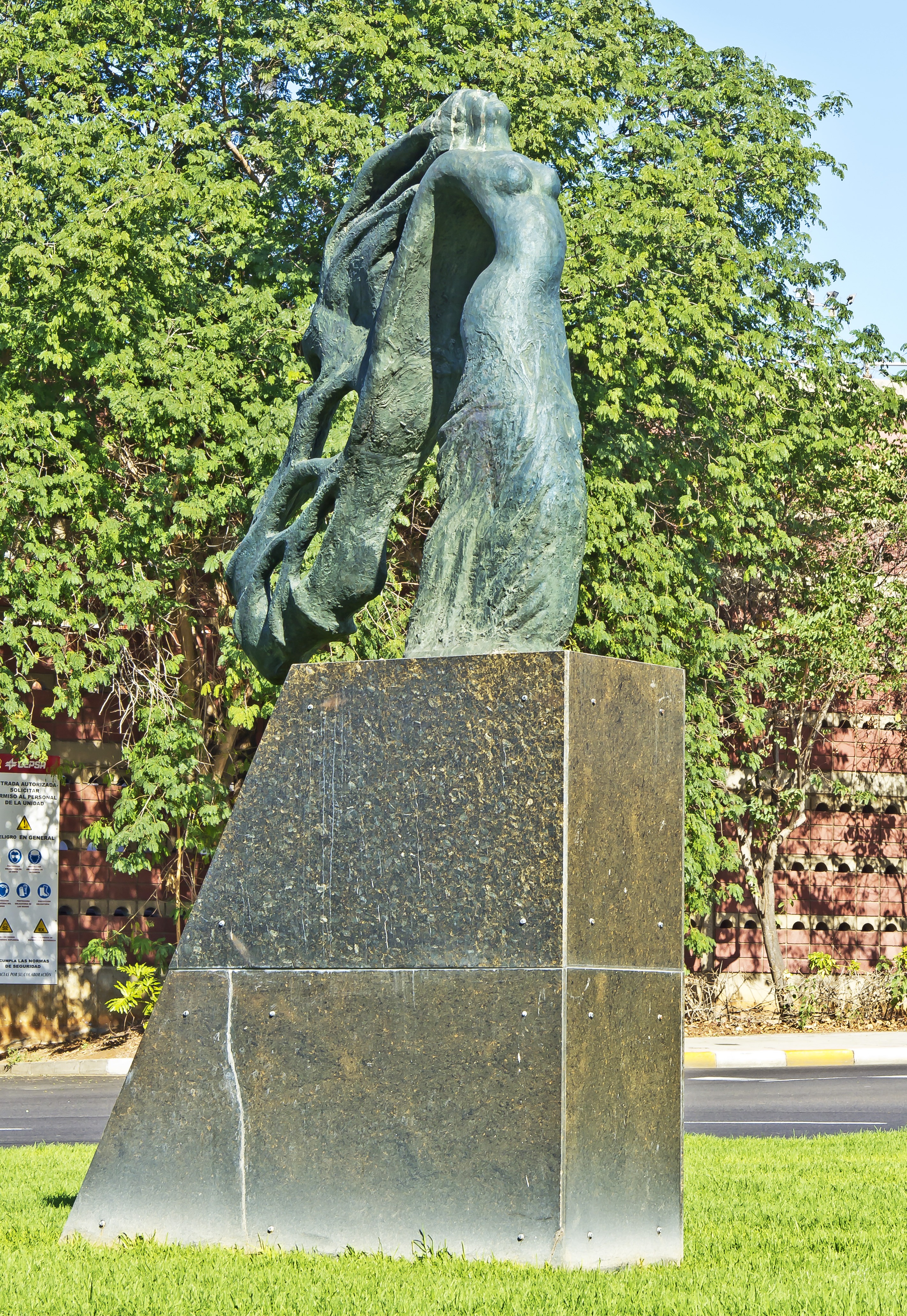
Arborea, à Santa Cruz de Tenerife.

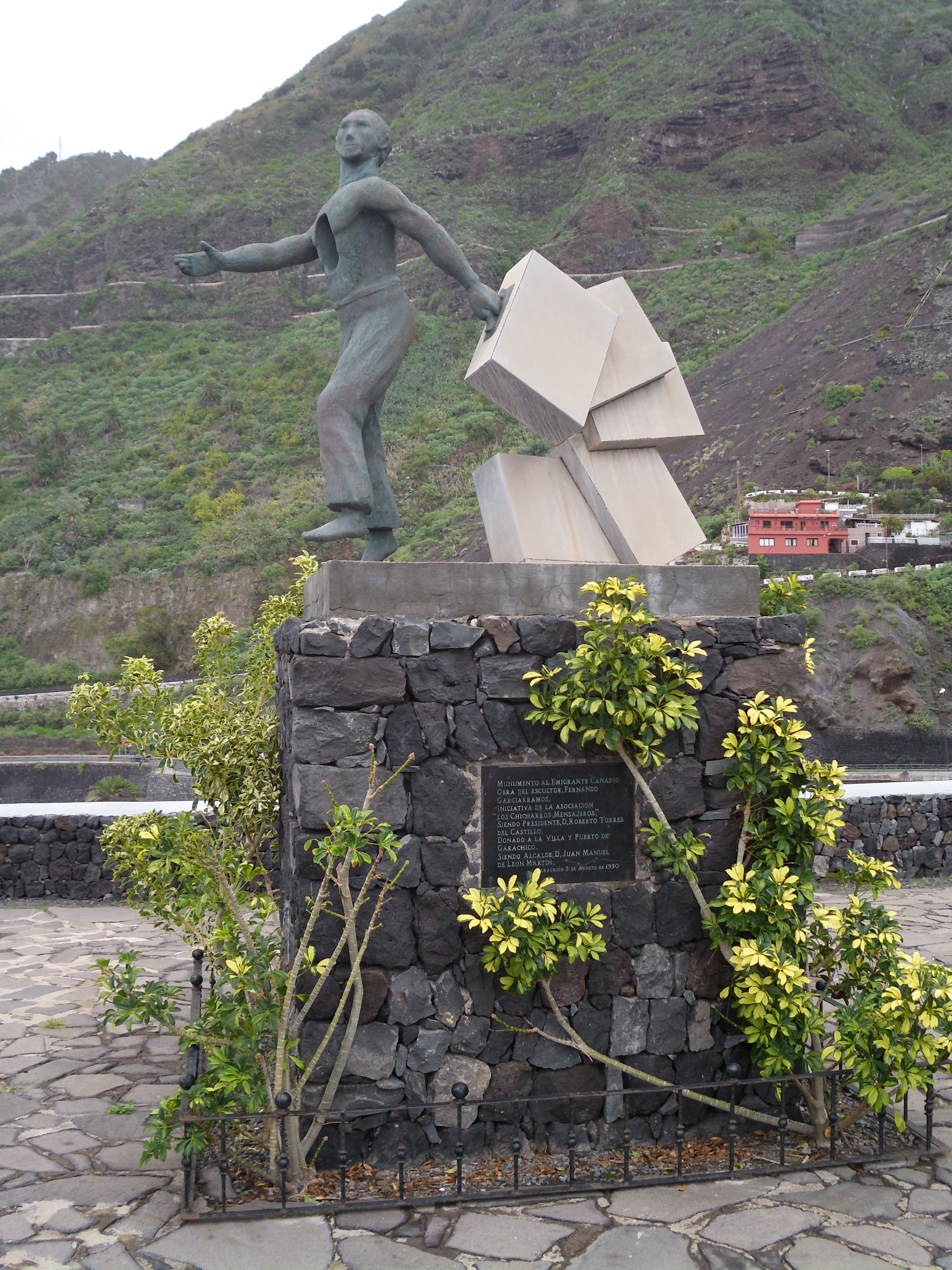
Monumento al emigrante de Garachico.

### Santa Cruz de Tenerife
- Arbórea
- A Manuel González Mena

### La Laguna
- Monumento a Los Sabandeños (Punta del Hidalgo)
- La Dama del mar (Punta del Hidalgo)
- Monumento a Ana Bautista (La Cuesta)
- Monumento al Hermano Ramón (La Laguna)
- Monumento al Marqués de Villanueva del Prado (La Laguna)
- La Dama de Aguere (La Laguna)
- A José Peraza de Ayala (La Laguna)
- A Alfonso García-Ramos (Ateneo de La Laguna)
- A José Segura Clavell (Ofra)
- A Dacio Ferrera (Los Majuelos)
- A Olga Ramos (Vistabella)
- A María Rosa Alonso (Casa Los Sabandeños,La Laguna)
- Al rey Juba II de Mauritania (Casa los Sabandeños, La Laguna)
- Al poeta Arturo Maccanti (Instituto de Estudios Canarios)
- A Sor María de Jesús (Convento Santa Catalina de Siena)

### Puerto de la Cruz
- Monumento al alcalde Luz Carpénter

### Garachico
- Monumento al emigrante

### Los Silos
- A Alfonso García-Ramos

### La Gomera
- Monument du poète Pedro García Cabrera

### Aulario de Guajara de l'Université de La Laguna
- Chinyero, 1992.
- La Maresía, 1992.

### Poésies
- Tristeza del hombre (1953)
- El Tiempo habitable (1964)
- De la noche a la mañana (1969)
- Barruntos (1976)
- Más claro que el agua (1977)
- Verdades como puños (1978)
- Palabra canaria (1978)
- Roto espejo de la memoria (1979)
- Endechas del ahogado verde y otros agüeros del son (1980)
- En las manos del volcán (1980)
- Balada del viento (1980)
- Furnias (1981)
- Los mitos habitados (1980)
- Tafuriaste (1990)
- Plenitud (1993)
- Ailanto (1994)
- Cantigas (2002)
- Antología poética (2004)
- Lo que allí dejé olvidado (2004)
- Anaga senderos de poesía : del poemario inédito « El Barco de madera enamorada » (2006)
- La Casa que olía a manzanas (2006)
- Juego de palabras (2007)
- Anaga aberrunto (2008)
- El Ruido del árbol que cae en el bosque (2008)
- El Lado oscuro del resplandor (2013)